# Lịch sử Hồng Kông thời phong kiến Trung Quốc
Lịch sử Hồng Kông dưới thời phong kiến Trung Quốc bắt đầu từ năm 214 TCN trong triều đại nhà Tần. Lãnh thổ này hầu như không có người ở cho đến những năm cuối của triều Thanh khi phong kiến Trung Quốc nhượng lại khu vực cho Anh theo Điều ước Nam Kinh ký năm 1842, từ đó Hồng Kông trở thành một lãnh thổ hải ngoại thuộc Anh.

## Thời tiền sử nhà Hán

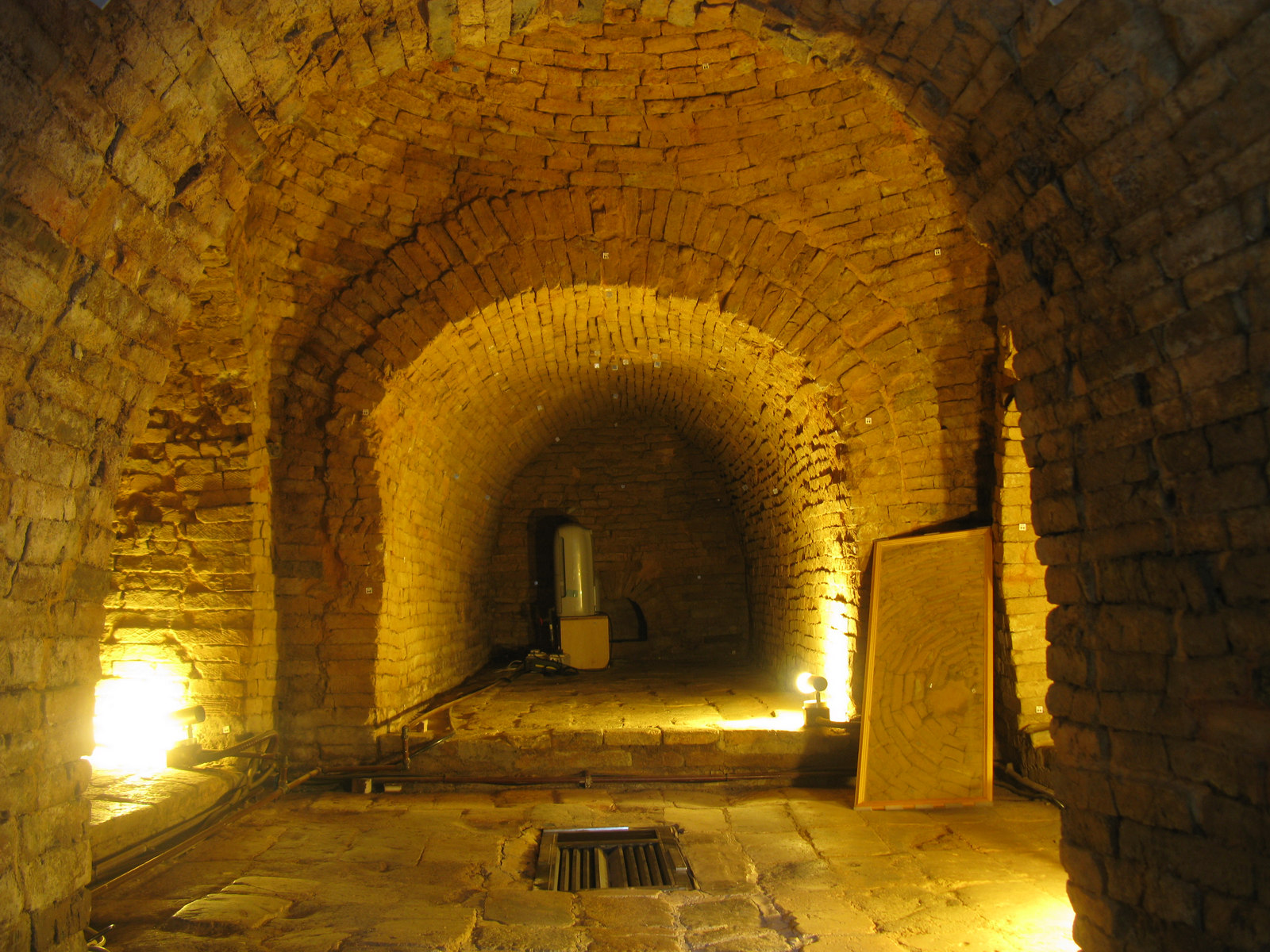
Bên trong Cổ mộ Lý Trịnh Ốc

Trước triều Tần, khu vực này là nơi sinh sống chủ yếu của những gia đình người Bách Việt (tiếng Trung: 越; Lưu Tích Tường: Yuet6) (gồm các bộ lạc không phải là người Hán). Người ta biết rất ít về người Bách Việt ngoài những thông tin từ các ghi chép cổ xưa của Trung Quốc và các cuộc khai quật khảo cổ học hiện đại. Ngôn ngữ của họ được cho là thuộc ngữ hệ Nam Á, nhưng vẫn chưa đạt được sự đồng thuận rõ ràng về các khía cạnh cụ thể hơn của nó.
Ngay sau khi thống nhất Trung Hoa vào năm 221 TCN, Tần Thủy Hoàng đã phái một đạo quân lớn đi chinh phục các bộ lạc người Bách Việt với kết quả là kiểm soát miền Nam Trung Quốc. Đến năm 214 TCN thì đánh bại các bộ lạc Việt và sáp nhập vào nước Tần. Nhà Tần đã chia đất nước thành các "quận" (tiếng Trung: 郡; bính âm: jùn; Lưu Tích Tường: gwan6) – gần tương tự với các tỉnh hiện đại – với tên gọi là quận Nam Hải, trên lãnh thổ ngày nay là Quảng Đông và Hồng Kông.
Tần Thủy Hoàng qua đời năm 210 TCN đã gây ra một số cuộc nổi dậy và khởi nghĩa trên khắp Trung Quốc. Triệu Vũ Vương, một viên tướng người Hán cùng với binh lính nhà Tần đã hành quân về phương nam, sau lập nước Nam Việt, xưng vương và đặt thủ đô tại Phiên Ngung (Quảng Châu ngày nay). Nam Việt trở thành một vương quốc thành công với Hán tộc, nó được cai trị chủ yếu bằng những quan lớn người Hán trong khi số lượng lớn cư dân Bách Việt bản xứ chỉ là quan chức nhỏ cai quản tại địa phương. Các hiện vật từ thời kỳ này đã được tìm thấy trên khắp khu vực Quảng Châu, nhưng lại chưa được tìm thấy ở Hồng Kông.
Vương quốc bị chinh phục bởi triều Hán vào khoảng năm 112 TCN. Một cổ mộ ở Lý Trịnh Ốc có niên đại từ thời Đông Hán (25 – 220 SCN), đã được phát hiện và khai quật vào thập niên 1950. Cổ vật được tìm thấy trong lăng khiến một số nhà khảo cổ tin rằng nghề sản xuất muối phát triển mạnh trong thời kỳ này, dẫu vẫn chưa có bằng chứng thuyết phục được tìm thấy. Các khu dân cư của người Hán đầu tiên ở khu vực Hồng Kông có thể được thiết lập từ thời kỳ này.

## Nhà Đường
Dưới thời nhà Đường, vùng Quảng Đông phát triển mạnh mẽ như một khu giao thương quốc tế. Khu Đồn Môn, hiện là vùng Tân Giới của Hồng Kông là nơi xây dựng những bến tàu, quân cảng, trung tâm sản xuất muối và sau đó là cơ sở để phục vụ cho khai thác ngọc trai. Không chỉ vậy, đảo Lạn Đầu cạnh đó cũng là nơi chuyên sản xuất muối ăn, nơi mà những kẻ buôn lậu muối nổi loạn chống lại chính quyền phong kiến.

## Nhà Tống

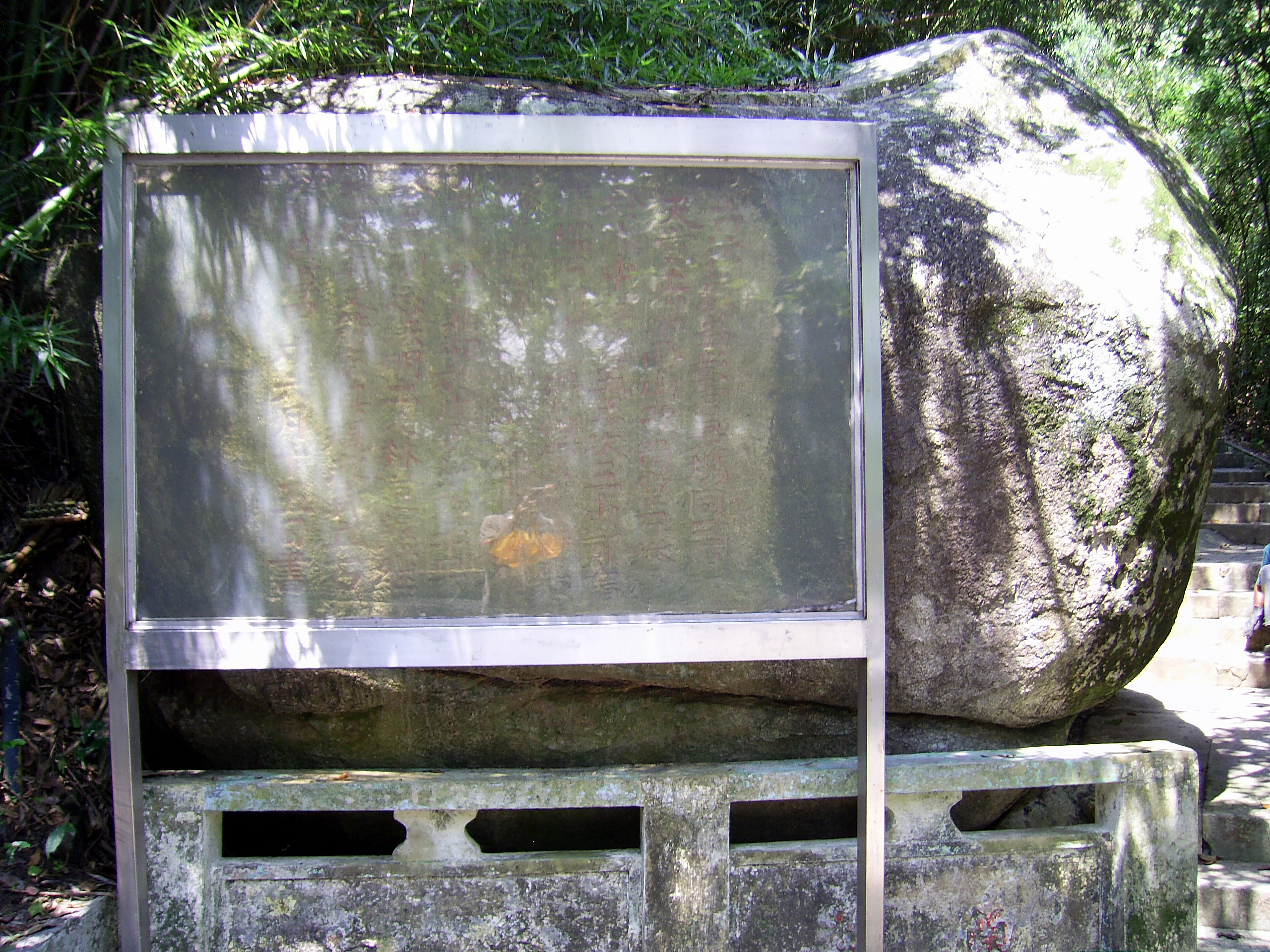
Chạm khắc đá ở Tướng Quân Áo

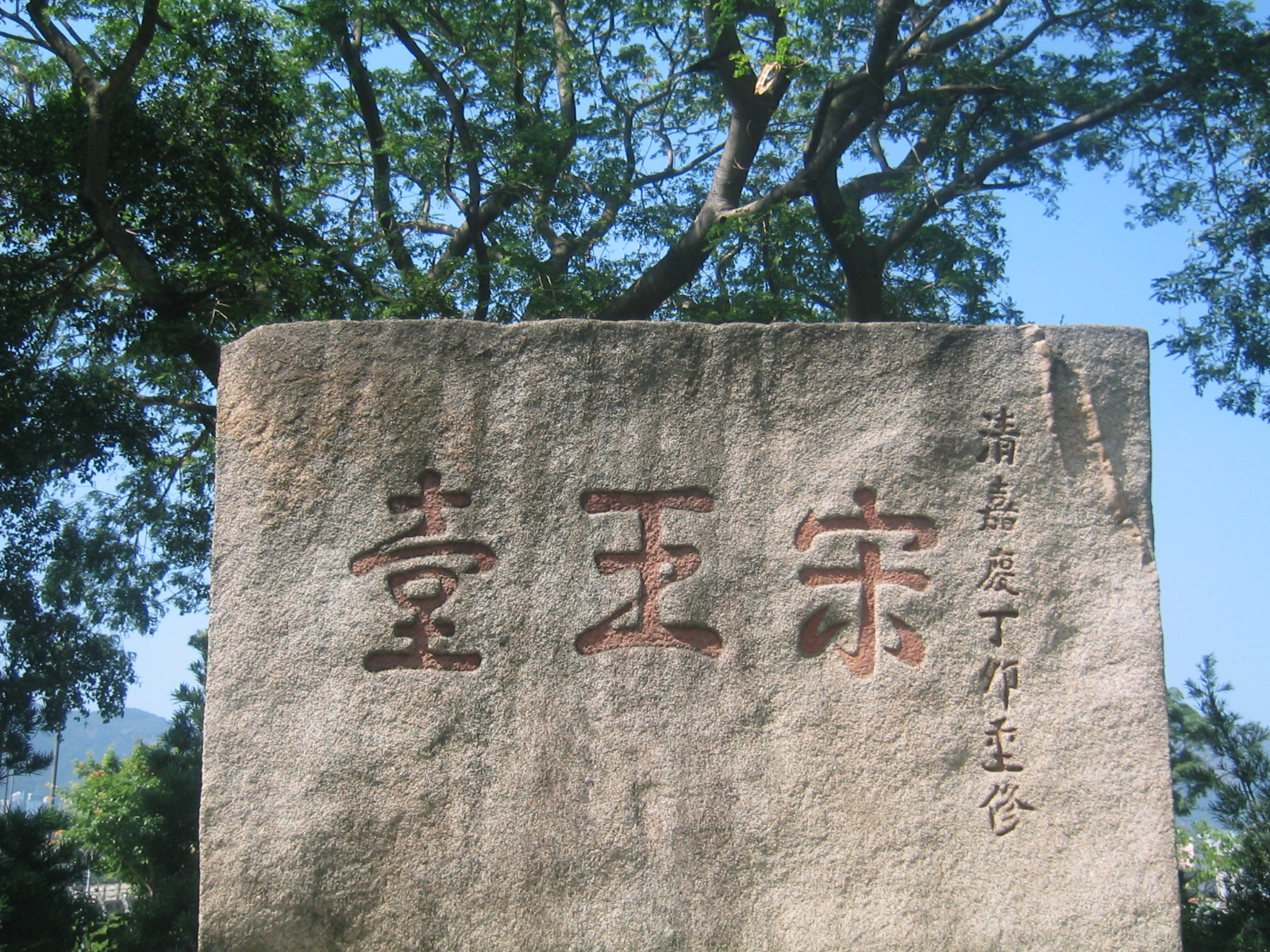
Tống Vương Đài, được cho là một đài tưởng niệm hai vị hoàng đế cuối cùng của vương triều Nam Tống khi chạy trốn ở Hồng Kông.

Tài liệu tham khảo bằng văn bản nổi tiếng sớm nhất có nhắc tới một sự kiện ở Hồng Kông được cho là chạm khắc đá từ thời Nam Tống (nay là di tích pháp định của Hồng Kông) nằm trên mũi phía nam của một bán đảo trong vịnh Đại Miếu, phía đông tân thị trấn Tướng Quân Áo. Nó đề cập đến việc xây dựng một ngôi chùa đá trên đảo Đông Long liền kề vào năm Tống Chân Tông thứ năm, tức năm 1012. Bản khắc có niên đại từ năm Hàm Thuần (1274) của vua Tống Độ Tông trong triều đại Nam Tống, đây cũng chính di tích lịch sử lâu đời nhất với ngày được xác định rõ ở Hồng Kông và Cửu Long.
Dưới thời Bắc Tống, các trường làng như nhà dạy học Lực Doanh được thiết lập vào khoảng năm 1075 tại vùng Tân Giới để phục vụ cho kỳ khảo th khoa cử.
Năm 1276, trước sức ép từ người Mông Cổ, triều đình Nam Tống chạy trốn xuống Phúc Kiến, rồi đến đảo Lạn Đầu và cuối cùng là khu Cửu Long ngày nay. Nhưng sau thất bại tại trận Nhai Môn, vị vua trẻ tuổi Tống Đế Bính cùng với các quan thần đã nhảy xuống biển tự vẫn. Thung lũng Đông Dũng, nơi mà được đặt theo tên của một anh hùng đã từ bỏ mạng sống của mình cho hoàng đế, được cho là căn cứ của triều đình. Trong khi đó, Hầu Vương, một viên quan của hoàng đế, hiện vẫn được tôn thờ ở Hồng Kông. Vào cuối triều đại nhà Tống, gia tộc lớn đầu tiên di cư đến đây là Đặng (鄧). Họ chủ yếu định cư ở các thung lũng và đồng bằng của vùng Tân Giới.

## Nhà Nguyên
Dưới thời triều Nguyên do người Mông Cổ cai trị, Hồng Kông đã chứng kiến sự bùng nổ dân số đầu tiên khi những người tị nạn Trung Quốc thiên cư đến khu vực này. Năm gia tộc như Đặng (鄧), Hầu (候), Bành (彭), Liêu (廖) và Văn (文) được ghi nhận là một trong những người định cư sớm nhất tại Hồng Kông. Bất chấp sự di cư và một chút phát triển nông nghiệp, khu vực này vẫn còn khá cằn cỗi và phải dựa vào các ngành nghề muối, ngọc trai và thủy sản để tạo thu nhập.

## Nhà Minh

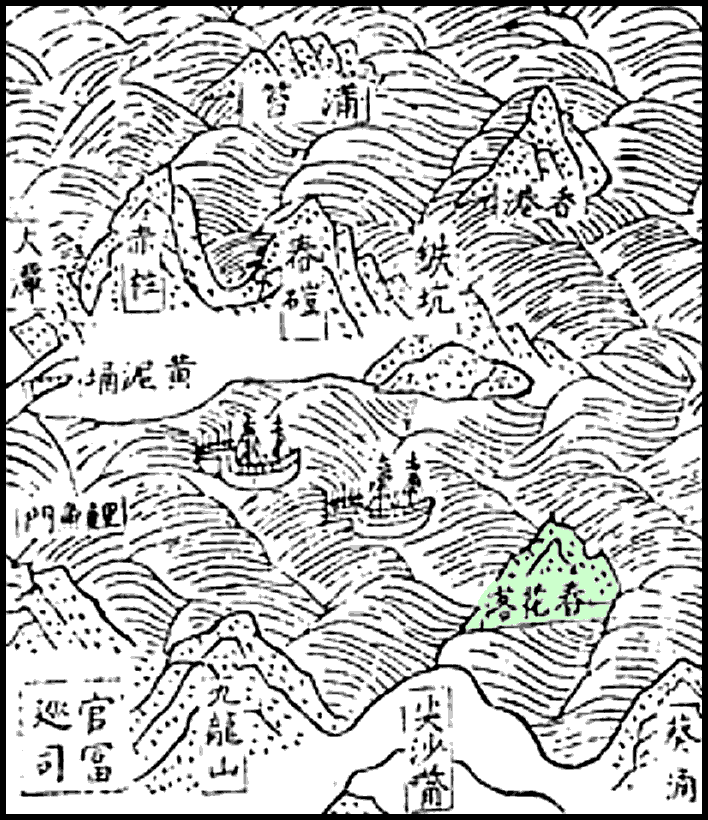
Thanh Y trên một bản đồ thời nhà Minh

Vào đầu thế kỷ 16 dưới triều nhà Minh, nhà hàng hải người Bồ Đào Nha Jorge Álvares được ghi nhận là một trong vị khách đầu tiên đặt chân lên đất Hồng Kông mà không phải là người châu Á, vào năm 1513. Alvares định cư ở Hồng Kông cũng là lúc các thương nhân Bồ Đào Nha tiến hành việc buôn bán ở miền Nam Trung Quốc. Đồng thời, họ xâm chiếm và xây dựng các công sự quân sự ở Đồn Môn. Các cuộc đụng độ quân sự giữa Trung Quốc và Bồ Đào Nha xảy ra sau đó với kết quả người Bồ Đào Nha bị trục xuất. Tuy nhiên, họ đã thiết lập lại quan hệ thương mại vào năm 1549 với các phái đoàn thương mại hàng năm được gửi đến đảo Thượng Xuyên và, do những nỗ lực ngoại giao của Leonel de Sousa (Thống đốc Ma Cao sau này), đã mua lại một hợp đồng thương mại của Ming cho một thuộc địa thương mại tại. Ma Cao vào năm 1557 
Vào giữa thế kỷ 16, chính sách cấm hàng hải có hiệu lực ngăn chặn sự tiếp xúc với người nước ngoài, nó cũng hạn chế hoạt động biển địa phương. Dân làng ở khu vực ven biển Hồng Kông được lệnh di dời sang Hoa lục. Việc chuyển giao đất nước từ nhà Minh sang Thanh đã dẫn đến sự tháo chạy của phiến quân tàn dư Minh triều. Để tiếp tục giảm dân số xuống còn khoảng 16.000 người trong khu vực, các quan chức nhà Thanh đã buộc nhiều dân làng Hồng Kông trở lại đất liền thông qua việc phá hủy các ngôi làng và mùa màng, gây ra nạn đói.
Hồng Kông là được cai quản như một phần của huyện Tân An (新安縣) trong triều đại nhà Minh.

## Nhà Thanh

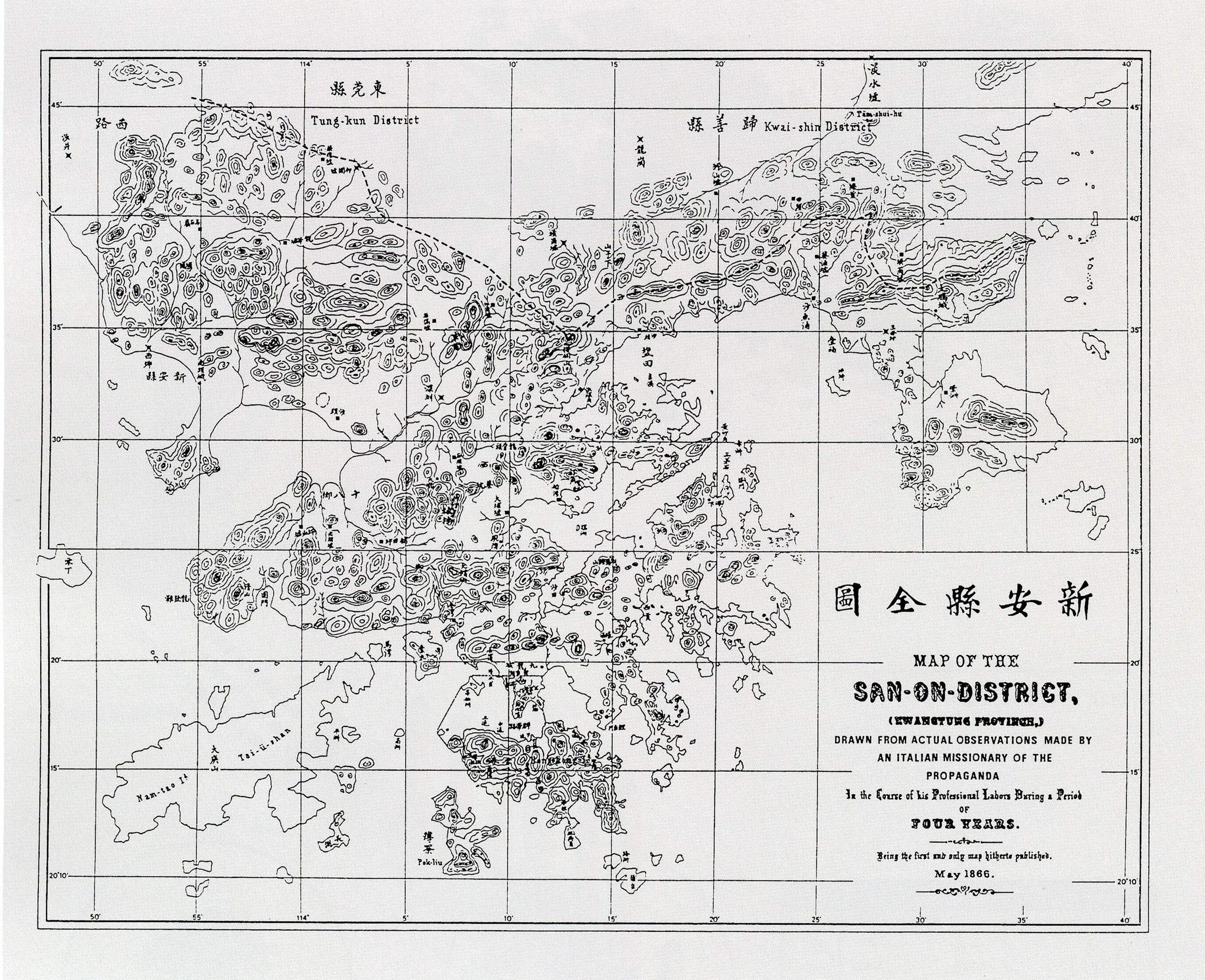
Bản đồ huyện Bảo An (Tân An) năm 1866 trong đó có Hồng Kông

Từ năm 1661 đến 1669, vùng lãnh thổ bị ảnh hưởng bởi "Thiên giới lệnh", được ban bố bởi vua Khang Hi nhằm ngăn chặn tiếp tế cho quân phản Thanh Trịnh Thành Công ở Đài Loan, đòi hỏi phải sơ tán các khu dân cư ven biển của Quảng Đông. Khoảng 16.000 người từ huyện Tân An đã được ghi nhận đưa vào đất liền trong khi 1.648 người rời đi được cho là đã trở về khi cuộc di tản bị hủy bỏ vào năm 1669. Điều đó biến Hồng Kông trở nên hoang vu trong phần lớn thời gian lệnh cấm.
Người Khách Gia dần trở thành nhóm thống trị vùng lãnh thổ, ngày nay họ được hòa nhập vào chính các công trình xây dựng của Hồng Kông với nhiều ngôi làng truyền thống vẫn còn tồn tại ở khu Tân Giới. Họ là một nhóm nhỏ khác biệt với nền ẩm thực riêng biệt bao gồm nhiều món ăn truyền thống và nổi tiếng.
Henry Pottinger lên đường đến châu Á vào năm 1841 rồi trở thành Thống đốc đầu tiên của Hồng Kông dưới sự cai trị của Anh vào năm 1842, do đó chấm dứt sự thống trị của phong kiến Trung Quốc đối với Hồng Kông.